# Deutschland sucht den Superstar
Deutschland sucht den Superstar (DSDS), în traducere din germană: Germania caută superstarul, este o emisiune TV tramsmisă pe postul RTL începând din toamna anului 2002. Ea a urmat exemplul emisiunii britanice „Pop Idol”, care era un concurs muzical pentru alegerea celui mai bun cântăreț tânăr de muzică pop.

## Sezonul
Dieter Bohlen (sezonul 1 - 17)
Thomas M. Stein (sezonul 1 - 2)
Thomas Bug (sezonul 1 - 2)
Shona Fraser (sezonul 1 - 2)
Sylvia Kollek (sezonul 3)
Heinz Henn (sezonul 3 - 4)
Anja Lukaseder (sezonul 4 - 5)
Andreas Läsker (sezonul 5)
Nina Eichinger (sezonul 6 - 7)
Volker Neumüller (sezonul 6 - 7)
Fernanda Brandão (sezonul 8)
Patrick Nuo (sezonul 8)
Natalie Horler (sezonul 9)
Bruce Darnell (sezonul 9)
Bill Kaulitz (sezonul 10)
Tom Kaulitz (sezonul 10)
Mateo Jasik (sezonul 10)
Marianne Rosenberg (sezonul 11)
Mieze Katz (sezonul 11)
Kay One (sezonul 11)
Heino (sezonul 12)
DJ Antoine (sezonul 12)
Mandy Capristo (sezonul 12)
Vanessa Mai (sezonul 13)
H.P. Baxxter (sezonul 13 - 14)
Michelle (sezonul 13 - 14)
Shirin David (sezonul 14)
Mousse T. (sezonul 15)
Carolin Niemczyk (sezonul 15)
Ella Endlich (sezonul 15)
Pietro Lombardi (sezonul 16 - 17)
Oana Nechiti (sezonul 16 - 17)
Xavier Naidoo (sezonul 16 - 17)
Florian Silbereisen (sezonul 17)
Michael Wendler (sezonul 18)
Mike Singer (sezonul 18)

## Etapa I (2002–2003)

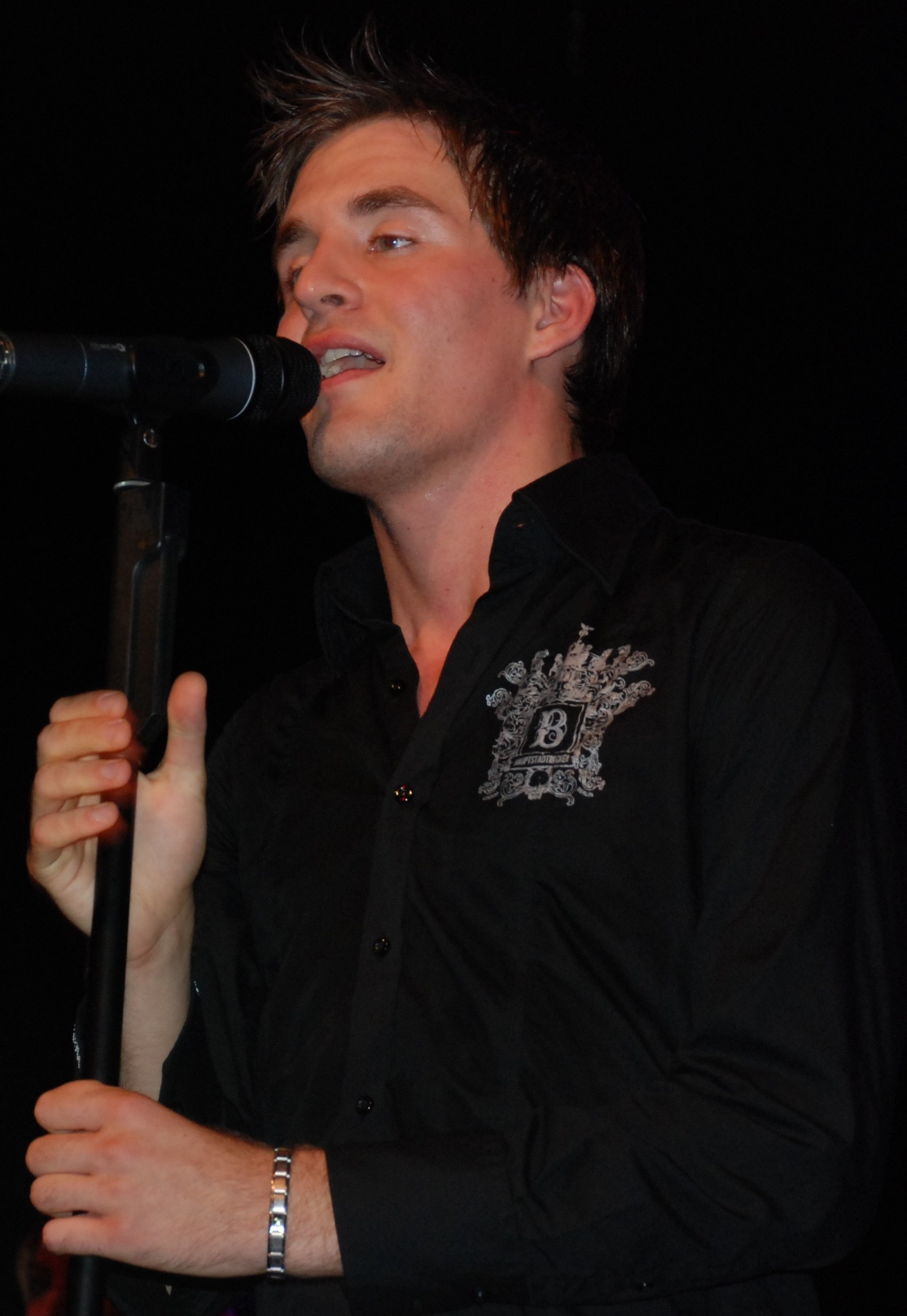
Alexander Klaws

| 1. Alexander Klaws 2. Juliette Schoppmann 3. Daniel Küblböck 4. Vanessa Struhler 5. Gracia Baur 6. Nicole Süßmilch 7. Daniel Lopes 8. Nektarios Bamiatzis 9. Judith Lefeber 10. Andrea Josten 11. Stephanie Brauckmeyer |

## Etapa II (2003–2004)

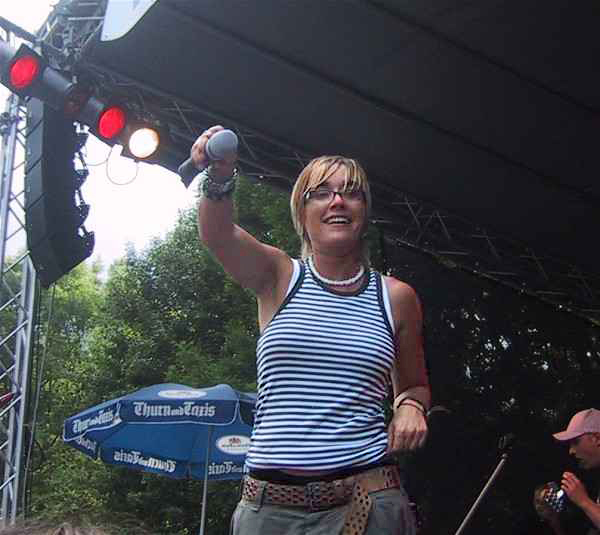
Elli Erl

| 1. Elli Erl 2. Denise Tillmanns 3. Philippe Bühler 4. Benjamin Martell 5. Gunther Göbbel 6. Anke Wagner 7. Aida Ilijasevic 8. Judith Burmeister 9. Kemi Awosogba 10. Lorenzo Woodard 11. Steffen Frommberger 12. Ricky Ord und Jessica Houston |

## Etapa III (2005–2006)

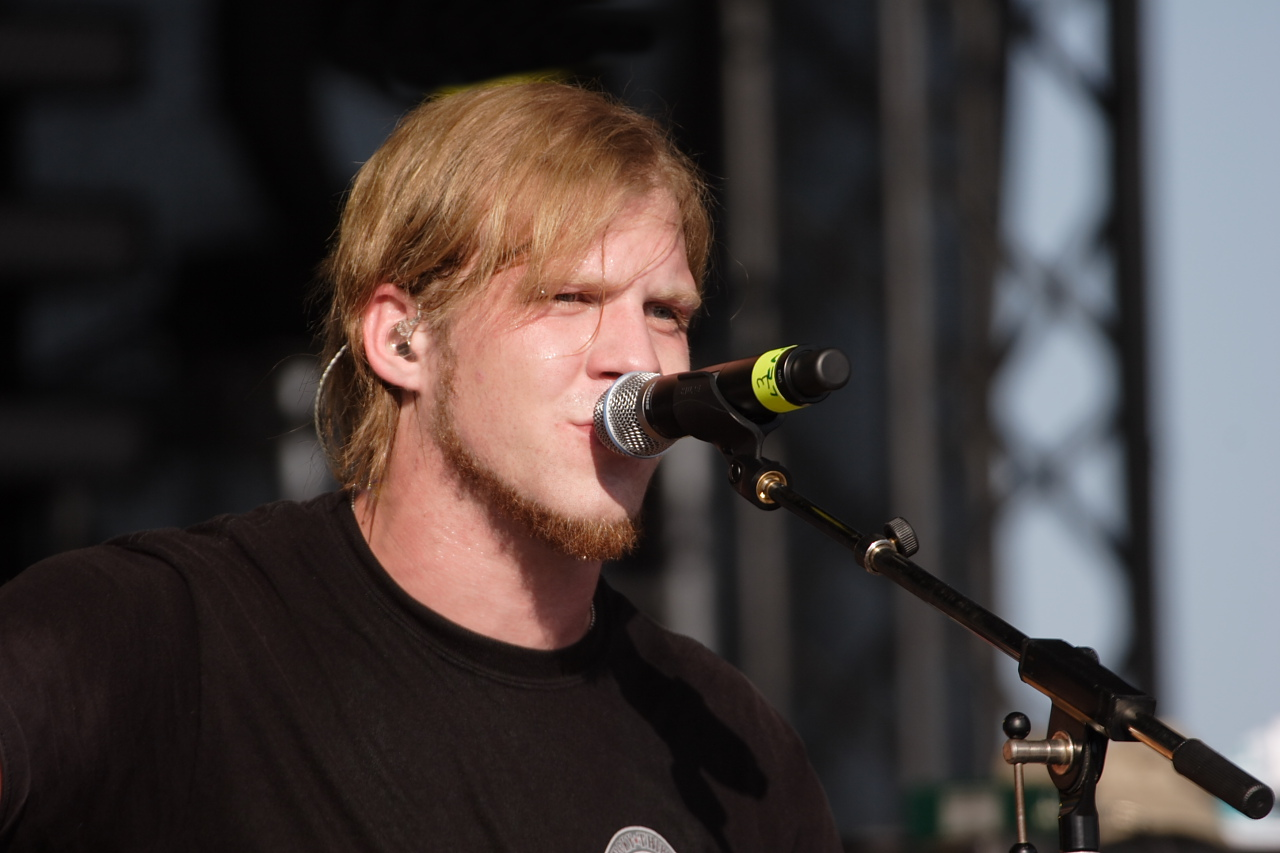
Tobias Regner

| 1. Tobias Regner 2. Mike Leon Grosch 3. Vanessa Jean Dedmon 4. Nevio Passaro 5. Didi Knoblauch 6. Anna-Maria Zimmermann 7. Daniel Muñoz 8. Lena Hanenberg 9. Dascha Semcov 10. Carolina Escolano 11. Stephan Darnstaedt (s-a retras) |

## Etapa IV (2007)

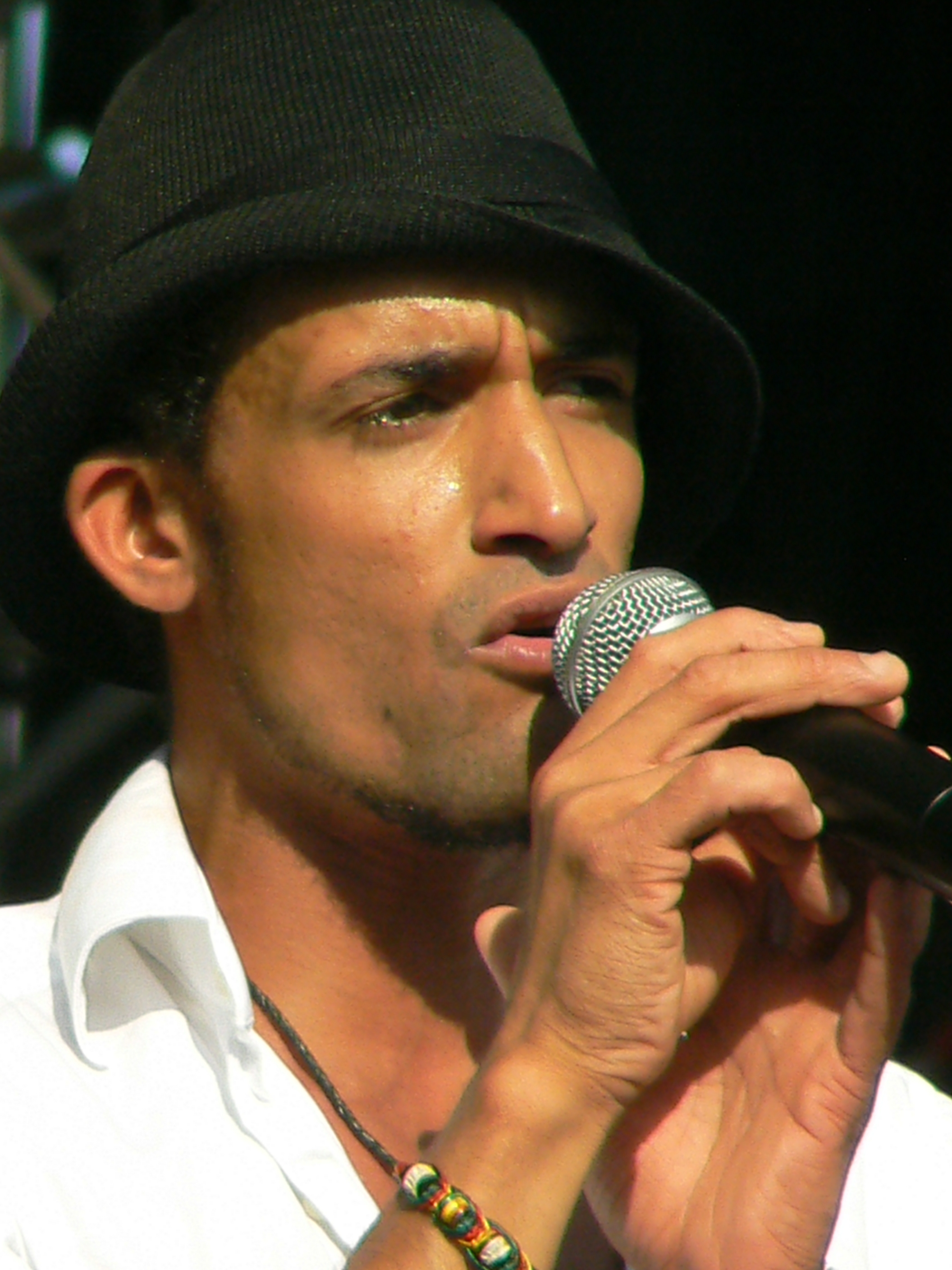
Mark Medlock

| 1. Mark Medlock 2. Martin Stosch 3. Lisa Bund 4. Max Buskohl 5. Lauren Talbot 6. Thomas Enns 7. Francisca Urio 8. Julia Falke 9. Jonathan Enns 10. Laura Martin |

## Etapa V (2008)

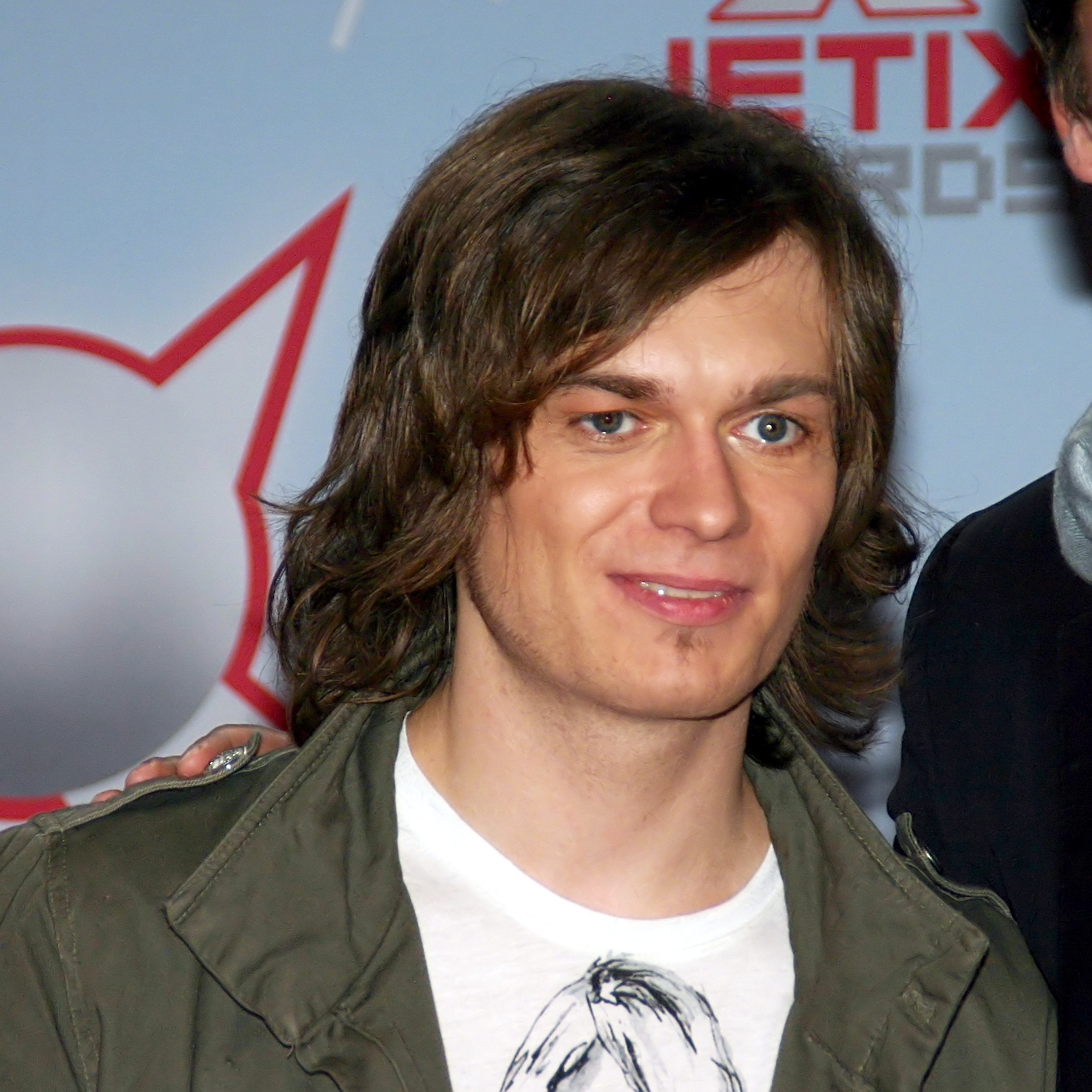
Thomas Godoj

| 1. Thomas Godoj 2. Fady Maalouf 3. Linda Teodosiu 4. Monika Ivkic 5. Rania Zeriri 6. Benjamin Herd 7. Collins Owusu 8. Stella Salato 9. Sahra Drone 10. Jermaine Alford |

## Etapa VI (2009)

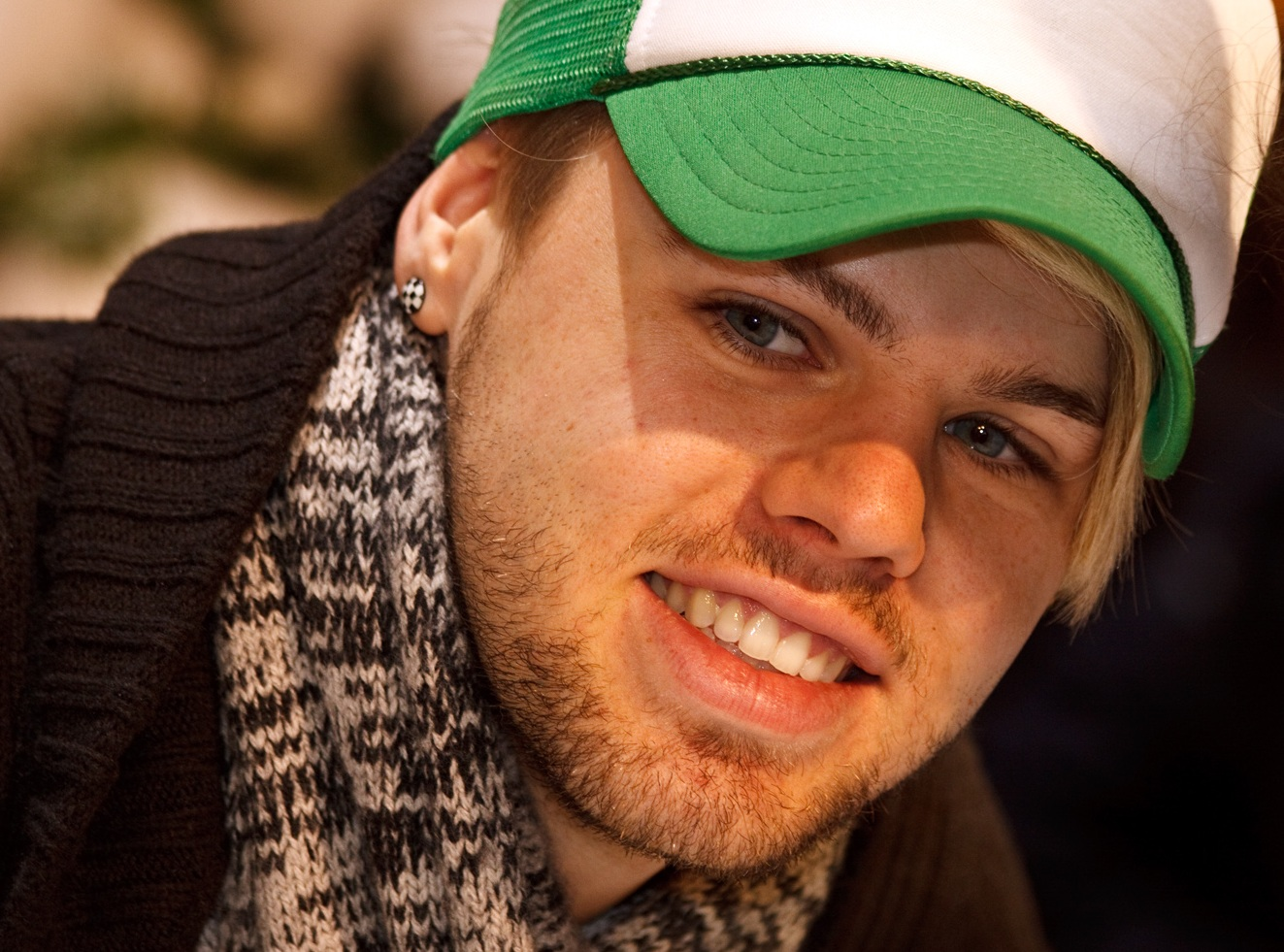
Daniel Schuhmacher

| 1. Daniel Schuhmacher 2. Sarah Kreuz 3. Annemarie Eilfeld 4. Dominik Büchele 5. Benny Kieckhäben 6. Vanessa Neigert 7. Holger Göpfert 8. Marc Jentzen 9. Cornelia Patzlsperger 10. Michelle Bowers 11. Vanessa Civiello |

## Etapa VII (2010)

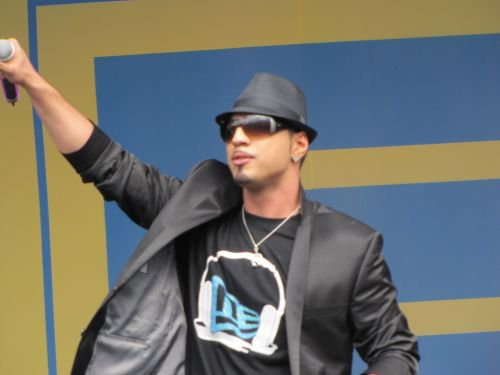
Mehrzad Marashi

| 1. Mehrzad Marashi 2. Menowin Fröhlich 3. Manuel Hoffmann 4. Kim Debkowski 5. Thomas Karaoglan 6. Helmut Orosz 7. Ines Redjeb 8. Nelson Sangaré 9. Marcel Pluschke 10. Steffi Landerer |

## Etapa VIII (2011)
| 1. Pietro Lombardi 2. Sarah Engels 3. Ardian Bujupi 4. Marco Angelini 5. Sebastian Wurth 6. Zazou Mall 7. Norman Langen 8. Anna-Carina Woitschack 9. Nina Richel 10. Marvin Cybulski |

## Etapa IX (2012)
| 1. Luca Hänni 2. Daniele Negroni 3. Jesse Ritch 4. Fabienne Rothe 5. Joey Heindle 6. Kristof Hering 7. Hamed Anousheh 8. Vanessa Krasniqi 9. Silvia Amaru 10. Thomas Pegram |

## Etapa X (2013)
| 1. Beatrice Egli 2. Lisa Wohlgemuth 3. Ricardo Bielecki 4. Susan Albers 5. Erwin Kintop 6. Tim David Weller 7. Simone Mangiapane 8. Timo Tiggeler 9. Maurice Glover 10. Nora Ferjani |

## Etapa XI (2014)
| 1. Aneta Sablik 2. Meltem Acikgöz 3. Daniel Ceylan 4. Richard Schlögl 5. Christopher Schnell 6. Yasemin Kocak 7. Elif Batman 8. Enrico von Krawczynski 9. Vanessa Valera Rojas 10. Alessandro Di Lella 11. Sophia Akkara Larissa Melody Haase |

## Etapa XII (2015)
| 1. Severino Seeger 2. Viviana Grisafi 3. Antonio Gerardi 4. Jeannine Rossi 5. Erica Greenfield 6. Seraphina Ueberholz 7. Laura Lopez 8. Robin Eichinger 9. Marcel Kärcher 10. Leon Heidrich |

## Etapa XIII (2016)
| 1. Prince Damien Ritzinger 2. Laura van den Elzen 3. Thomas Katrozan 4. Anita Wiegand 5. Igor Barbosa 6. Mark Hoffmann 7. Sandra Berger 8. Tobias Soltau 9. Ramona Mihailovic 10. Aytug Gün 11. Angelika Ewa Turo |

## Etapa XIV (2017)
| 1. Alphonso Williams 2. Alexander Jahnke 3. Maria Voskania 4. Duygu Goenel 5. Noah Schärer 6. Chanelle Wyrsch 7. Sandro Brehorst 8. Monique Simon 9. Ivanildo Kembel 10. Ruben Mateo |

## Etapa XV (2018)
| 1. Marie Wegener 2. Michel Truog 3. Michael Rauscher 4. Janina el Arguioui 5. Lukas Otte 6. Mia Gucek 7. Giulio Arancio 8. Mario Turtak 9. Isa Martino 10. Emilija Mihailova |

## Etapa XVI (2019)
| 1. Davin Herbrüggen 2. Nick Ferretti 3. Joana Kesenci 4. Alicia-Awa Beissert 5. Taylor Luc Jacobs 6. Clarissa Schöppe 7. Mohamed "Momo" Chahine 8. Jonas Weisser 9. Lukas Kepser 10. Angelina Mazzamurro |

## Etapa XVII (2020)
| 1. Ramon Kaselowsky 2. Chiara D'Amico 3. Joshua Tappe 4. Paulina Wagner 5. Lydia Kelovitz 6. Marcio Pereira Conrado 7. Ricardo Rodrigues |